# Абаев, Виктор Магометович
Ви́ктор Магоме́тович Аба́ев (1935, Сталинград — 2007, Нальчик) — советский и российский живописец. Народный художник Кабардино-Балкарии. Заслуженный художник Российской Федерации (2004).

## Биография
Кабардинец.  В 1950—1956 обучался в Свердловском художественном училище (ныне Екатеринбургское художественное училище им. И. Д. Шадра). Продолжил учёбу в Тбилисской государственной академии художеств, которую окончил в 1962 году.
В 1960-е годы прочно занял место в художественной культуре Кабардино-Балкарии.
Член Союза художников СССР и Союза художников России с 1974 года. В 1992—2005 — председатель Союза художников Кабардино-Балкарской республики, с 2000 — секретарь Союза художников России.
Участник всесоюзных, республиканских, зональных, с 1962 г. российских и зарубежных выставок (с 1985). Персональные выставки в Нальчике (1985, 1996) и Владикавказе (1986).

## Творчество
В его произведениях поднимаются проблемы как национального, так и общечеловеческого нравственного характера.

## Избранные картины
- «Поэты гор» (1969),
- «Свадьба» (1973),
- «Семья» (1983),
- «Детство» (1973),
- «Материнство» (1980),
- «Похороны партизана» (1982),
- «Репетиция. Юрий Темирканов» (1986),
- «Скульптор С. Коненков» (1986),
- серии пейзажей Кабардино-Балкарии.

Полотна В. Абаева хранятся в фондах многих музеев, частных коллекциях, стали частью духовной культуры народов Кабардино-Балкарии, России и зарубежья. 16 картин художника ныне находятся в фондах музеев Кабардино-Балкарии.